# Rhododendron arenicolum
Rhododendron arenicolum är en ljungväxtart som beskrevs av Herman Otto Sleumer. Rhododendron arenicolum ingår i släktet rododendron, och familjen ljungväxter. Inga underarter finns listade i Catalogue of Life.